# Damac FC
Damac Football Club (în arabă ضمك, transliterat: Ḍamak) este un club profesionist de fotbal din Arabia Saudită aflat în orașul Khamis Mushait, care evoluează în Liga Profesionistă din Arabia Saudită, eșalonul de elită al fotbalului saudit.
Clubul a fost înființat în anul 1972 și evoluează pe Stadionul Prințul Sultan bin Abdul Aziz care are o capacitate de 20 000 de locuri. Echipa își trage numele de la muntele Jabal Damac aflat în apropiere.
Echipa a fost antrenată de românul Cosmin Contra între martie 2023 și decembrie 2024.

## Performanțe
Prima Divizie Saudită (liga secundă)
- Locul 2 (1): 2018–19

Divizia 2 Saudită (liga a treia)
- Campioană (2): 1980–81, 2014–15
- Locul 2 (2): 1989–90, 2004–05